# James Gist
James Clough Gist III (ur. 26 października 1986 w Adanie) – amerykański koszykarz, występujący na pozycjach silnego skrzydłowego lub środkowego, obecnie zawodnik Crvenej Zvezdy MTS Belgrad.
W latach 2008–2010 reprezentował San Antonio Spurs podczas rozgrywek letniej ligi NBA.

## Osiągnięcia
Stan na 17 lutego 2020, na podstawie, o ile nie zaznaczono inaczej.
NCAA
- Uczestnik:
  - turnieju NCAA (2007)
  - konkursu wsadów NCAA (2008)[4]
- Zaliczony do:
  - I składu:
    - defensywnego konferencji ACC (2008)
    - turnieju Coaches vs. Classic (2007)

  - II składu ACC (2008)
  - składu All-ACC Honorable Mention (2007)

Drużynowe
- Mistrz:
  - Ligi Adriatyckiej (2011)
  - Grecji (2013, 2014, 2017–2019)
  - Serbii (2011)
- Wicemistrz Grecji (2015, 2016)
- Zdobywca pucharu:
  - Serbii (2011)
  - Grecji (2013–2017, 2019)
- Finalista Pucharu Serbii (2020)

Indywidualne
- MVP:
  - pucharu Serbii (2011)
  - 10 rundy Euroligi (2017/2018)
- Uczestnik meczu gwiazd ligi:
  - tureckiej (2012)
  - greckiej (2013, 2014, 2018)
- Zwycięzca konkursu wsadów hiszpańskiej ligi ACB (2012)
- lider w blokach ligi rosyjskiej PBL (2010)

Reprezentacja
- Uczestnik igrzysk panamerykańskich (2007 – 5. miejsce)